# Aleksander Sewer
Aleksander Sewer, Marcus Aurelius Severus Alexander Augustus (ur. 1 października 208 w Emesie lub Arka Cezarei w Fenicji, zm. 21 marca 235 na terenie dzisiejszego Bretzenheim) – cesarz rzymski z dynastii Sewerów panujący w latach 222–235.

## Życiorys
Był synem Julii Awity Mamei i Gesjusza Marcjana (według rozpowszechnianej później opinii miał być nieślubnym synem Karakalli). Miał dwie siostry, z których starsza, nieznana z imienia, zmarła latem 218 roku. Młodsza, Theoctilia, także nie odegrała historycznie istotnej roli. Związki z dwiema kolejnymi żonami: poślubioną w sierpniu 227 Orbianą oraz Memmią, córka konsulara Sulpicjusza (jej istnienie niekiedy jest podawane w wątpliwość) – nie pozostawiły żadnego potomstwa. 
Nazwisko Sewer przybrał adoptowany w 218 roku przez kuzyna, małoletniego cesarza Heliogabala. W 222 roku Heliogabal, którego ekscesy obyczajowe oraz despotyczne kaprysy uczyniły bardzo niepopularnym, został zamordowany z inicjatywy matki Sewera, Julii Mamei. W tym samym roku Aleksander, który już wcześniej nosił tytuł cezara, został uznany cesarzem rzymskim (ostatnim z dynastii Sewerów). W chwili oficjalnego objęcia rządów Aleksander miał zaledwie trzynaście lat i faktyczne rządy znalazły się w rękach jego matki Julii Mamei i babki, Julii Mezy, która odgrywała poważną rolę także za jego poprzednika.
Niepohamowany despotyzm Heliogabala, który był przyczyną jego upadku, kazał opiekunkom Aleksandra – jego matce i babce, oraz popierającym ich senatorom, zastosować surowsze metody wychowawcze wobec młodego władcy. W efekcie Aleksander nawet po osiągnięciu pełnoletniości pozostawał pod silnym wpływem swych opiekunek i doradców. Próbowali oni zmienić politykę wewnętrzną kraju, dzieląc się władzą z senatem, a odbierając liczne przywileje rozpanoszonym ówcześnie wojskowym. Senat, który u poprzedników miał funkcję fasadową, ponownie stał się jednym z ośrodków władzy państwowej. Na czele doradców władcy stanął dobrze znany i poważany prawnik Ulpian Domicjusz. Jednak próba uniezależnienia się i odsunięcia wojska – a zwłaszcza pretorianów – od wpływu na rządy, napotkała trudności. Pierwszą ofiarą tej walki był sam Ulpian, którego żołnierze zamordowali już w roku 228. Do niepopularności cesarza przyczyniała się również jego matka, znana ze swej żądzy władzy i bogactw.
W 227 Aleksander za jej radą ożenił się z Sallustią Orbianą. Gdy jednak żona zaczęła zdobywać jego względy, Julia Mamea, zazdrosna o wpływ na młodego cesarza, rozpoczęła z nią walkę. Najpierw doprowadziła do skazania jej ojca, a następnie do wygnania Orbiany do prowincji Afryki. Według Herodiana działo się to wbrew woli samego Aleksandra.

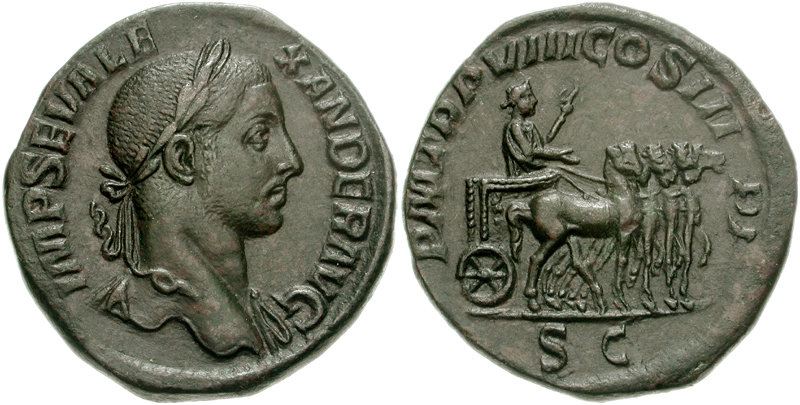
Sesterc wybity z okazji zwycięstwa nad Persami

Łagodny z natury cesarz nie miał żadnych doświadczeń militarnych i był wyraźnie niechętny wojnie, jednak rozpoczęcie działań wojennych przez perskich Sasanidów i całkowite rozbicie wojsk rzymskich na Wschodzie musiały doprowadzić do zdecydowanej reakcji. Aleksander stanął na czele wojsk, które wyruszyły na Wschód i mimo że nie dowodził nimi osobiście, uzyskał wspaniały triumf po zwycięstwie nad perskim królem Ardaszirem I (wojna perska 232–233). 
Wkrótce potem wybuchła wojna z Germanami, podczas której cesarz popełnił fatalny błąd: objął bezpośrednie dowództwo nad żołnierzami, którzy go nienawidzili, gdyż ograniczył ich prawa uzyskane za poprzedników. Aleksander próbował zyskać na czasie, zanim wierne mu legiony z wojny perskiej, wzbogacone łupami, dotrą nad Ren, i zaczął rokowania z Germanami. Jednakże po ugodzie z barbarzyńcami został zamordowany przez legionistów, którzy uznali pokojowo nastawionego Aleksandra za niegodnego purpury (21 marca 235). Nowym cesarzem obwołany został Gajusz Juliusz Werus, znany pod imieniem Maksymina Traka.
Śmierć Aleksandra, ostatniego władcy z dynastii Sewerów, kończy umownie okres w historii cesarstwa zwany pryncypatem. Był on ostatnim cesarzem hołdującym otwarcie i szczerze zasadom rządzenia ustalonym przez Oktawiana Augusta. Po jego zamordowaniu rozpoczął się głęboki, trwający 50 lat, kryzys w państwie rzymskim.

## Działalność publiczna

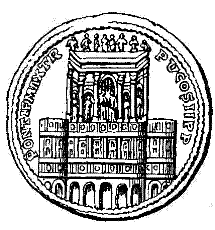
Termy Aleksandryjskie na monecie

Źródła pisane i pozostałości materialne potwierdzają, że panowanie młodego Sewera zaznaczyło się wielką aktywnością budowlaną – przede wszystkim w samym Wiecznym Mieście, gdzie zadbano o liczne budynki użyteczności publicznej. Poza dokończeniem term Karakalii i odnowieniem term Nerona, w pobliżu tych drugich wybudowano nowe okazałe łaźnie publiczne nazwane imieniem cesarza (thermae Alexandrinae). Eliusz Lampridiusz podaje, że wśród innych budowli młody władca ozdobił Rzym także nową bazyliką, akweduktem swego imienia oraz licznymi posągami. Był również fundatorem drugiej świątyni Jowisza – jako Mściciela (łac. Ultor), utrwalonej na jego monetach (sestercach i dupondiusach). Działalność ta, obliczona na zwiększenie popularności młodocianego władcy, nie wystarczyła jednak dla utrzymania w mieście spokoju, jak świadczą krwawe zamieszki z 228 roku. 
Był tolerancyjny wobec chrześcijan, o czym wspomina Historia Augusta. 
Jego biograf w Historia Augusta twierdzi również, że Aleksander znacznie obniżył podatki publiczne, próbował korzystnych zmian w zakresie gospodarki pieniężnej i w imieniu matki ustanowił świadczenia alimentacyjne dla dziewcząt i chłopców; nadto pomagał biednym i zwalczał u Rzymian zbytek w ubiorach. 

## W literaturze
Aleksander jako dobry i mądry władca jest jednym z bohaterów dramatu Irydion Zygmunta Krasińskiego.